# Григорович-Барский, Иван Григорьевич
Ива́н Григо́рьевич Григоро́вич-Ба́рский (январь 1713, Киев — 10 сентября 1791, Киев) — украинский архитектор, последний крупный представитель украинского барокко, купец, райца (советник) магистрата.
Происходит из рода Григоровичей-Барских. Младший брат путешественника Василия Григорьевича Григорович-Барского. Родился в 1713 году в семье состоятельного торговца. Учился в Киево-Могилянской академии.
Начал заниматься зодчеством уже в зрелом возрасте. Построил в стиле украинского барокко:
- в Киеве: Константино-Еленинскую церковь (1743) на Подоле, надвратную церковь Кирилловского монастыря (1748—1760; не сохр.), колокольни церкви Рождества Богородицы (1754—1761) и церкви Воздвижения (1759—1763) Киево-Печерской лавры, Покровскую церковь (1766) и церковь Святого Николая Набережного (1772—1785) на Подоле. Реконструировал церковь Богородицы Пирогощи в 1770 году;
- собор Рождества Богородицы (1752—1764, совм. с Андреем В. Квасовым) и здание Полковой канцелярии (1753—1758) — в Козельце; Трёхсвятительская церковь в с. Лемеши (1760—1761) Черниговской губернии; собор и колокольня в Межигорском монастыре, близ Киева (1766); собор в Красногорском монастыре (1769) — ныне Черкасская область; Воскресенская церковь и 2-ярусная церковь-колокольня (обе 1772, приписываются Григоровичу-Барскому) — в Чернигове.

Он также построил городской водопровод на Подоле с фонтанным павильоном «Самсон» (1748—1749).
В позднем творчестве Григоровича-Барского намечается переход к позициям классицизма.
Об Иване Григоровиче-Барском режиссёром Валентином Соколовским в 1996 году был снят телевизионный фильм («Укртелефильм»).
Предком Григорович-Барских считался воин Григорович, в 1195 г. отмеченный шляхетским гербом «Любеч» за победу над пруссами. Об этом говорилось в выписке из «Книг градских Воеводства Киевского», в 1784 г. выданной по запросу Киевского дворянского собрания. В 1787 г. род Григорович-Барских был записан в «Киевскую родословную книгу».
В 1981 г. в Святошинском районе г. Киева в честь него названа улица Григоровича-Барского. В честь братьев Григорович-Барских также названа улица в г. Бар.
В 2011 г. отчеканена серебряная монета в 10 гривен «Род Григорович-Барских», на которой указана ошибочная дата смерти И. Г. Григоровича-Барского −1785 г. вместо 1791 г.
В 2013 г. был выпущен украинский почтовый конверт в честь И. Г. Григоровича-Барского, на котором ошибочно был помещен портрет писателя Дмитрия Григоровича.

## Семья
Жена Татьяна Даниловна (19.1.1727-12.2.1792, брак 15.1.1744) — дочь киевского бургомистра Даниила Васильевича Чишинича-Власенко, племянница жены известного киевского ювелира Ивана Андреевича Равича и внучка киевского бургомистра Василия Ивановича Тихоновича. Теща Ивана Григорьевича Григоровича-Барского Анастасия Васильевна (урожд. Тихонович) по смерти мужа была наместницей Киевского Вознесенского девичьего Флоровского монастыря с именем Александра.

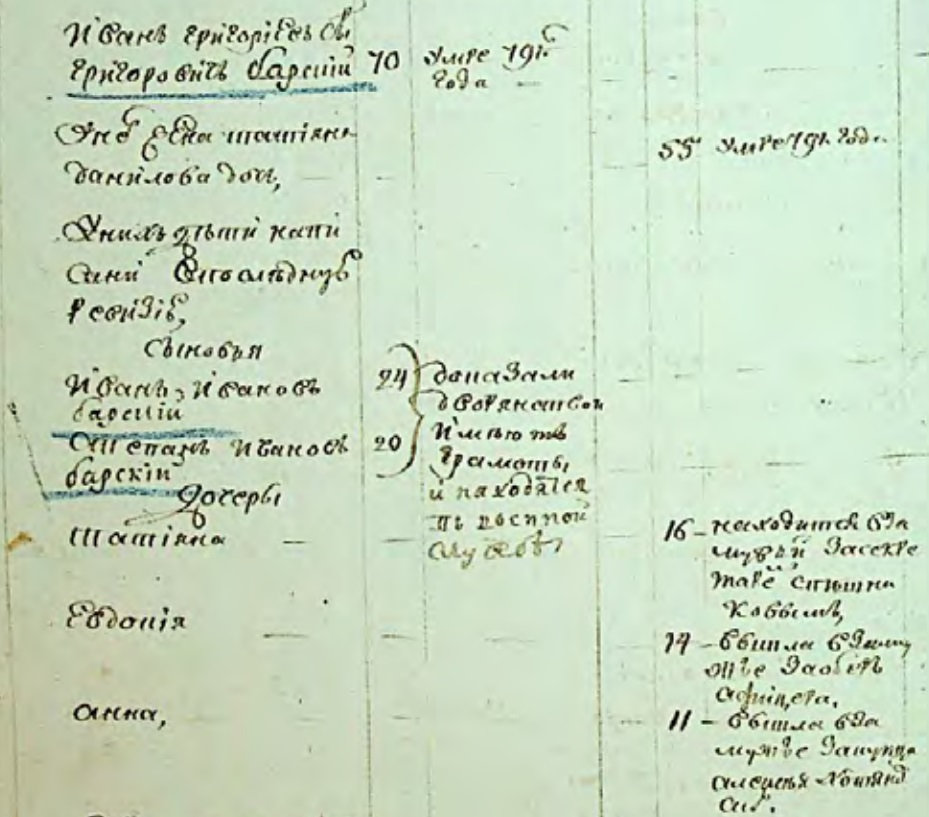
Семья И. Г. Григоровича-Барского по ревизской сказке 1795 года

Дети: Михаил (5.9.1745), Иулиана (16.3.1747-4.7.1749), Александр (12.5.1749-22.10.1794), Иоаким (10.9.1751-1815), Василий (5.4.1753-23.1.1755), Николай (6.5.1754-28.6.1754), Иван (13.9.1755-1833), Агафья (4.2.1757-3.9.1779), Параскева (15.10.1758-8.12.1758), Степан (23.12.1759), Герасим (3.3.1761-1769), Ирина (25.4.1762, в замужестве Скородумова, потом Чижова/Чижевская), Татьяна (17.1.1765, в замужестве Гущина, потом Свешникова), Евдокия (5.8.1766), Анна (1.2.1770, в замужестве Хотяновская)..